# Bridge Resource Management
Das Bridge Resource Management umfasst alle Instrumente und Maßnahmen für die Organisation der Mannschaft auf der Brücke eines Schiffes zur Gewährleistung der Sicherheit auf allen Phasen des Betriebes. Aufgrund der Vielzahl unterschiedlicher Schiffe gibt das Bridge Resource Management Rahmenbedingungen, aber keine allgemeingültigen Grundsätze. Weitere Techniken des Managements sind das Bridge Team Management und das Maritime Resource Management. Eine stetige Vereinheitlichung ist angestrebt.

## Grundsätze
Auf der Brücke ist der Kapitän die wichtigste Person für die Schiffsführung. Er hat die Personalhoheit und die Aufgabe, das Team anzuleiten, zu unterstützen und zu kontrollieren. Wichtig ist eine hierarchische Organisation, um eine effektive Abarbeitung der Aufgaben zu gewährleisten. Die Teamarbeit trägt zur konstruktiven Arbeit und gegenseitigen Kontrolle bei, um die Sicherheit des Schiffsbetriebes zu jeder Zeit sicherzustellen. Für standardisierte Vorgänge gibt es Checklisten, damit bei einfachen Tätigkeiten einheitlich vorgegangen wird. Diese kommen bei der Wachübergabe, bei der Einarbeitung in die technischen Geräte, bei der Navigation bei schwierigem Wetter, in Küstengewässern oder auf hoher See und bei der Übernahme des Lotsen sowie bei der Besprechung der Reisepläne zum Einsatz. Insgesamt gibt es rund 20 Checklisten.

## Rahmenbedingungen
Vor Antritt einer Fahrt muss der Kapitän den Personaleinsatz planen. Er muss die Anzahl der Brückenmitglieder festlegen und zu jeder Zeit den Einsatz planen. Die Anzahl der eingesetzten Crewmitglieder ist vom Schiffstyp, vom Fahrtgebiet, den meteorologischen Bedingungen und weiteren Aufgaben abhängig. Der Einsatz ist von der Qualifikation abhängig. Ändern sich die Bedingungen, muss die Anzahl der Brückenmitglieder reduziert oder erhöht werden. So ist bei schwierigem Wetter eine Doppelwache notwendig.

## Personal und Aufgaben
Das Bridge Resource Management sieht Aufgaben für den Kapitän, den Wachhabenden Offizier (OOW) und das weitere nautische Personal vor. Die wichtigsten Tätigkeiten sind die Erarbeitung eines Reiseplans, die Einarbeitung des Teams und die Durchführung regelmäßiger Belehrungen und Übungen des Katastrophenschutzes und die jederzeitige nautische Überwachung und Kontrolle. Alle Aktivitäten auf der Brücke müssen beweissicher protokolliert werden.

## Rechtliche Grundlagen
Als Grundlagen dienen die Kollisionsverhütungsregeln, die Bestimmung für das sichere Gehen einer Seewache nach dem STCW Code, das Ship Management System nach dem ISM Code, die internen Bestimmungen der Reederei oder des Charterers und die Regeln guter Seemannschaft. Die Managementtechnik wurde in die International Concention on Standards of Training, Certification and Watchkeeping for Seafarers (STCW) aufgenommen.